# شهرستان هورون (میشیگان)
شهرستان هورون، میشیگان (به انگلیسی: Huron County, Michigan) یک سکونتگاه مسکونی در ایالات متحده آمریکا است که در میشیگان واقع شده‌است.